# Mayr Kette
Mayr Kette är ett berg i Antarktis. Det ligger i Östantarktis. Norge gör anspråk på området. Toppen på Mayr Kette är 1 735 meter över havet.
Terrängen runt Mayr Kette är varierad, och sluttar norrut. Trakten är glest befolkad. Närmaste befolkade plats är Troll research station, 18,7 kilometer norr om Mayr Kette. 